# María Esperanza Sánchez
María Esperanza Sánchez Delgado (Salamanca, 1957) es una periodista y locutora de radio española. Ha desarrollado su carrera profesional en la Cadena Ser.
Inició su actividad profesional en Radio Sevilla, dirigiendo programas como La Tertulia Flamenca o la Literaria, además de La hora de la verdad. En la Cadena Ser ejerce de comentarista política en el programa Hora 25, desde los inicios de las tertulias políticas en esa cadena. Ha presentado el programa matinal de los fines de semana A vivir que son dos días, de la Cadena Ser entre 1993 y 1994, y ha participado en el programa Hoy por hoy como comentarista de política y como integrante de la tertulia El sacapuntas.
En 2010 presentó y dirigió el programa A vivir Sevilla en la Cadena Ser, con intervenciones en La Ventana de Andalucía, un programa diario de actualidad y análisis. Colaboró además con El Correo de Andalucía y participó asiduamente en el programa 59 segundos de TVE.
En televisión, además, ha estado en programas como Adivina quién viene esta noche, Gente corriente o El ojo público. Además, ha presentado en Localia TV de Sevilla Señoras y señores.
Ha recibido varios premios por su labor profesional destacando el Premio Clara Campoamor, por su apoyo a la lucha de las mujeres, el Premio Ondas de Radio y la Medalla al Mérito en el Trabajo.